# Parigi (Saketi)
Parigi is een bestuurslaag in het regentschap Pandeglang van de provincie Banten, Indonesië. Parigi telt 2846 inwoners (volkstelling 2010).